# Mercedes-Benz Classe G
La Mercedes-Benz Classe G (G sta per Geländewagen, cioè fuoristrada) è un veicolo prodotto dall'azienda tedesca Mercedes-Benz fin dal 1979 in diverse serie. In alcuni Paesi europei esso venne commercializzato come Puch G. Al 2017 ne erano stati costruiti oltre 300.000 esemplari.

## Storia ed evoluzione

### Genesi
La storia della Classe G affonda le sue radici nel 1972, quando i vertici della Casa tedesca strinsero un accordo con l'austriaca Steyr-Daimler-Puch per la produzione di un fuoristrada moderno ed elegante, ma anche robusto ed efficiente, adatto insomma a qualsiasi utilizzo. Il progetto prevedeva una vettura che potesse muoversi a suo agio tanto in strada quanto nel fuoristrada duro e sia nei ghiacci dei Poli, sia negli aridi e incandescenti paesaggi desertici. Specifiche che misero immediatamente d'accordo i due costruttori anche per via del fatto che, mentre la Daimler-Benz voleva far debuttare il marchio della stella a tre punte nel settore dei fuoristrada, la Casa di Graz desiderava realizzare un fuoristrada per uso sia civile che militare con cui sostituire il suo Haflinger. Entrambi avevano da guadagnarci: Mercedes-Benz avrebbe sfruttato il sito produttivo della Steyr-Daimler-Puch, mentre quest'ultima avrebbe sfruttato la potente rete di vendita della Daimler-Benz. Il fatto che la Mercedes-Benz avrebbe potuto usufruire dello stabilimento austriaco si rivelò la scelta ideale per un modello di nicchia come il futuro fuoristrada, la cui industrializzazione avrebbe altrimenti comportato enormi costi in assenza di un partner industriale.
Il progetto per una vettura off-road non fu in realtà una vera e propria novità per la Casa tedesca, dal momento che i suoi primi mezzi per utilizzo fuoristrada risalgono addirittura a prima dell'avvento della seconda guerra mondiale (e tra l'altro molti di essi recavano già allora una sigla contenente la lettera G di Geländewagen come la Mercedes-Benz G5), senza contare l'esperienza acquisita da Mercedes-Benz dopo l'acquisizione della Unimog, avvenuta nel 1951. Ma erano oramai passati oltre trent'anni da quelle esperienze industriali, ormai lontane anche a livello tecnologico. Il concetto stesso di fuoristrada si era ovviamente evoluto: mentre prima della guerra tale concetto era legato quasi esclusivamente a utilizzi in campo militare, nel dopoguerra, con la nascita di mezzi civili quali la Land Rover Serie I, la Willys-Overland CJ e le italiane Alfa Romeo Matta e Fiat Campagnola. L'accordo fra Daimler-Benz e Steyr-Daimler-Puch si concretizzò formalmente alcuni anni più tardi e precisamente nel 1977, quando venne così fondata una società chiamata GFG (Geländefahrzeug Gesellschaft mbH), in cui le quote di partecipazione erano suddivise esattamente a metà tra Mercedes-Benz (che si sarebbe occupata della parte meccanica) e Steyr-Daimler-Puch (responsabile della carrozzeria e dell'assemblaggio). Gli stabilimenti di Graz della Steyr-Daimler-Puch furono designati per l'assemblaggio del nuovo fuoristrada. Ma nonostante la tardiva registrazione ufficiale della joint-venture, il progetto ebbe tuttavia modo di snodarsi di per sé abbastanza agevolmente nel corso di quegli anni, già a partire dalle prime prese di contatto fra i due costruttori. Il primo modello in legno in scala 1:1 venne realizzato nell'aprile del 1973, mentre nel settembre del 1974 venne invece realizzato un primo prototipo in lamiera d'acciaio che prefigurò da vicino la versione definitiva, non tanto sul piano stilistico quanto soprattutto per quanto riguardava la struttura di base, ancora legata ai canoni tradizionali che prevedevano il telaio separato. Venne prevista anche la possibilità di avere una vettura a due varianti di passo, una caratteristica che verrà mantenuta anche nella produzione di serie. Nel 1975 cominciò la fase di sviluppo vera e propria, fase che sarebbe durata tre anni, nel corso dei quali le previsioni di successo commerciale della vettura apparvero sempre più rosei: proprio nel 1975, l'esercito tedesco dichiarò di essere alla ricerca di un nuovo mezzo fuoristrada per sostituire il DKW Munga utilizzato fino a quel momento. Ma grossa fu la delusione dei vertici Mercedes-Benz quando seppero che nel 1976 lo stesso esercito scelse il Volkswagen Iltis. Una nuova speranza provenne dallo Scià di Persia Mohammad Reza Pahlavi, uno dei maggiori azionisti della Daimler-Benz. Egli garantì alla Mercedes-Benz l'acquisto di ben 20 000 esemplari, ma nel 1979, proprio l'anno in cui il nuovo fuoristrada venne ultimato, il regime persiano venne rovesciato, vanificando quindi ogni impegno con la Casa tedesca.
Per far fronte alle spese di progetto e realizzazione sostenute, la Mercedes-Benz dovette quindi cercare nuovi acquirenti, e li trovò tra gli altri negli eserciti argentino, in quello indonesiano e in quello norvegese. Il nuovo fuoristrada venne presentato alla stampa nella primavera del 1979 sul circuito francese Paul Ricard, ma la sua produzione era già iniziata il 10 febbraio dello stesso anno. Nacque così la prima serie della Classe G (sigla di progetto: W460). Non venne commercializzato ovunque con il marchio Mercedes-Benz: in Austria, Svizzera, Liechtenstein, Gran Bretagna, ex-Jugoslavia e successivamente negli Stati nati dalla sua scissione, il nuovo fuoristrada venne commercializzato come Puch G.

### Le serie della Classe G
La Classe G è il modello Mercedes-Benz più longevo nella storia della Casa tedesca. Dopo quasi quarant'anni dal lancio è ancora in produzione e mantiene pressoché inalterata l'estetica, differente solo in alcuni dettagli, ma soprattutto la struttura a telaio separato con longheroni e traverse. Rimane perciò inalterato il suo corpo vettura squadrato, ma ancora gradevole e propone negli ultimi anni motorizzazioni molto impegnative dal punto di vista economico (nel 2009 si parte da un 5 litri a benzina e da un 3.2 a gasolio e in seguito si arriverà addirittura a un motore V12), e divenendo così una vettura di lusso, alla portata di pochi, al contrario di quello che era il primo periodo di produzione, in cui esistevano anche motorizzazioni a benzina da 2 e 2.3 litri e a gasolio da 2.5 litri, le quali erano comunque di non immediata facilità di gestione.
La produzione della Classe G si articola fondamentalmente su tre generazioni, tutte accomunate dalla medesima architettura meccanica e dalla stessa struttura di base, del tipo a telaio separato con trazione integrale, cambio con marce ridotte e sospensioni ad assale rigido (solo nella terza generazione e limitatamente al solo avantreno è stata introdotta la soluzione a ruote indipendenti). Nelle prime versioni messe in commercio il cambio era del tipo manuale a 4 marce, anche se in seguito le varianti di trasmissione si sarebbero diversificate in misura notevole. La prima generazione venne prodotta anche con marchio e motorizzazioni Peugeot sotto la denominazione di Peugeot P4 (singolare come i non molti esemplari venduti al pubblico che avessero un prezzo non di poco superiore a quello delle similari versioni motorizzate e marchiate Mercedes): le altre due serie sono state invece prodotte più o meno nello stesso  periodo. 

#### W460
La sigla W460 identifica la primissima generazione della Classe G, lanciata nel 1979 e prodotta fino al 1991 in un totale di 51.688 esemplari. La gamma era composta da motorizzazioni a benzina comprese fra i 2,3 e i 2,8 litri e a gasolio fra i 2,4 e i 3 litri. Solo per il mercato italiano venne realizzata anche una versione spinta da un motore 2 litri a benzina. Tre le varianti di carrozzeria proposte: accanto alla versione torpedo telonata (detta anche cabriolet) si affiancò la versione chiusa (detta anche station wagon) in due varianti di passo, lunga o corta.

#### W463
La sigla W463 indica una delle due serie della Classe G prodotte contemporaneamente durante gli anni '90 e 2000. Di queste due serie la W463 è quella votata in maniera decisa al lusso, proponendo allestimenti in alcuni casi di altissimo livello e motorizzazioni assai impegnative dal punto di vista economico. Si tratta della più longeva fra le generazioni del fuoristrada tedesco finora prodotte, essendo stata tolta dai listini nel novembre del 2017. Proprio a causa della sua prolungata carriera commerciale, la W463 fu anche la Classe G declinata nel maggior numero di motorizzazioni: partendo infatti da una nuova unità a benzina da 2.3 litri, si arrivò in seguito a motorizzazioni V6, V8 e in tempi più recenti addirittura a un'esclusivissima variante dotata di motore V12 biturbo da 6 litri e con potenza di 612 CV, poi salita addirittura a 630. Sul fronte delle motorizzazioni a gasolio, la scelta spaziava fra un iniziale 2.5 aspirato da 94 CV e V8 turbo da 4 litri e 250 CV, giunto una decina di anni dopo. Nel corso della sua lunga permanenza a listino, la W463 usufruì anche di numerosi aggiornamenti, non solo tecnici, ma anche estetici. Invariata la gamma di carrozzerie prevista, anche se negli ultimi anni di carriera non fu più prevista la variante torpedo telonata. 
| G270 CDI | G500 | G350 BlueTEC | G63 AMG | G 500 (2018) | AMG G 63 (2018) |
| -------- | ---- | ------------ | ------- | ------------ | --------------- |
|          |      |              |         |              |                 |

#### W461
La sigla W461 identifica la seconda fra le due serie della Classe G prodotte in contemporanea durante gli anni '90 e 2000 assieme alla W463. Se quest'ultima era la serie più votata al lusso, la W461 era invece più votata a un utilizzo rustico e spartano, e infatti è stata concepita per utilizzi prevalentemente in campo professionale, anche militare oltre che privato. La W461 riprese quindi la filosofia progettuale della precedente W460 e venne anch'essa prodotta per un lungo periodo, più precisamente dal 1992 al 2014. Nell'ultimo periodo ha preso il nome di Professional ed è stata in seguito sostituita da un'altra Professional, basata però sul telaio della W463.
| 290 GD | 230 GE | G350 d Professional SW | G350 d Professional Pick-up |
| ------ | ------ | ---------------------- | --------------------------- |
|        |        |                        |                             |